# 馬特·斯蒂文斯
馬特·斯蒂文斯（英語：Matt Stevens；1982年10月1日—）是一位英格蘭橄欖球運動員。他是英格蘭國家橄欖球隊的一員，代表英格蘭參加了2011年世界盃橄欖球賽。